# Antonio Ingroia
Antonio Ingroia, né le 31 mars 1959 à Palerme est un magistrat et homme politique italien.

## Biographie
Procureur adjoint de la République à la direction anti-mafia, Antonio Ingroia est candidat à la présidence du Conseil pour les élections générales italiennes de 2013 au sein d'une coalition électorale réunissant communistes, centristes et écologistes, intitulée Révolution civile. La coalition n'a pas pu obtenir de siège au Parlement.
Depuis mai 2012, il est également inscrit à l'ordre des journalistes et est éditorialiste au Fatto quotidiano.